# 文敦鎮區
文敦鎮為緬甸曼德勒省密鐵拉縣的鎮區。2014年人口229,760人，區域面積1,393.2平方公里。該鎮下分217個村里。文敦為該鎮之首府。